# Animal Planet
Animal Planet est une chaîne de télévision spécialisée américaine lancée en octobre 1996. Elle est la propriété de Warner Bros. Discovery (qui est aussi propriétaire de Discovery Channel, TLC, et plusieurs autres). La chaîne est orientée vers une programmation axée sur les relations entre les humains et les animaux.
Cette chaîne est aussi disponible en haute définition.

## Historique
Le 1er janvier 1997, la distribution de la chaîne grossit grâce à l'achat du WOR EMI Service, une superstation de la chaine WWOR-TV de New York, qui avait été implantée dans la lumière de la loi de la Syndication Exclusivity imposé par la FCC.
La chaîne est maintenant diffusée partout aux États-Unis et dans plus de 70 autres pays répartis dans le monde entier. Quelques pays ont leur propre chaîne comme le Canada, l'Inde et autres.
À l'Aquarium national de Baltimore, il existe une attraction nommée Animal Planet Australia: Wild Extreme ouverte fin 2005 et faisant partie d'une expansion de plusieurs millions de dollars. L'Aquarium et Animal Planet ont annoncé en 2004 un partenariat de plusieurs années et produisent un film d'introduction aux visiteurs sur la région de l'Australie qui a inspiré la nouvelle attraction et une partie de l'expansion où les visiteurs peuvent en apprendre plus sur les efforts de conservation. Ce partenariat pourrait aussi engendrer une future production télévisuelle sur les recherches et les attractions de l'Aquarium national de Baltimore.
En 2006, BBC Worldwide a vendu ces intérêts d'Animal Planet États-Unis à Discovery Communications. Toutefois, la BBC a maintenu 50 % de la propriété de Animal Planet Europe, Animal Planet Asie et Animal Planet Amérique latine et sa petite position sur Animal Planet Japon et Animal Planet Canada.
Genius Products a annoncé un accord de distribution pour les États-Unis avec Animal Planet mais aussi avec TLC.
Le 4 septembre 2006, Steve Irwin, une des personnalités les plus connues de la chaîne, est mort pendant un tournage, tué par une raie.

## Canada
Au Canada, Animal Planet a été une chaîne spécialisée de catégorie B appartenant à CTV Speciality Television (80 %), Discovery Communications (10 %) et BBC Worldwide (10 %), ayant existé du 7 septembre 2001 au 31 décembre 2024.
Depuis le 1er janvier 2025, le contenu de la chaîne américaine est disponible par abonnement sur le service à la demande Citytv+.

## Identité visuelle

### Logos

Logo d'Animal Planet de 1997 à 2008
Logo d'Animal Planet de 2008 à 2018
Logo d'Animal Planet depuis 2018